# ターメル・スレッジ
ターメル・スレッジ（Terrmel Sledge, 1977年3月18日 - ）は、アメリカ合衆国ノースカロライナ州フェイエットビル出身の元プロ野球選手（外野手、一塁手）。愛称は「スレッジハンマー」。

## 経歴

### プロ入り前
カリフォルニア州グラナダヒルズのジョン・F・ケネディ高等学校を経て、カリフォルニア州立大学ロングビーチ校へ進学した。
1998年のMLBドラフト45巡目（全体1330位）でシンシナティ・レッズに指名されるが契約せず。

### プロ入りとマリナーズ傘下時代
1999年のMLBドラフト8巡目（全体245位）でシアトル・マリナーズに指名され契約。

### エクスポズ・ナショナルズ時代

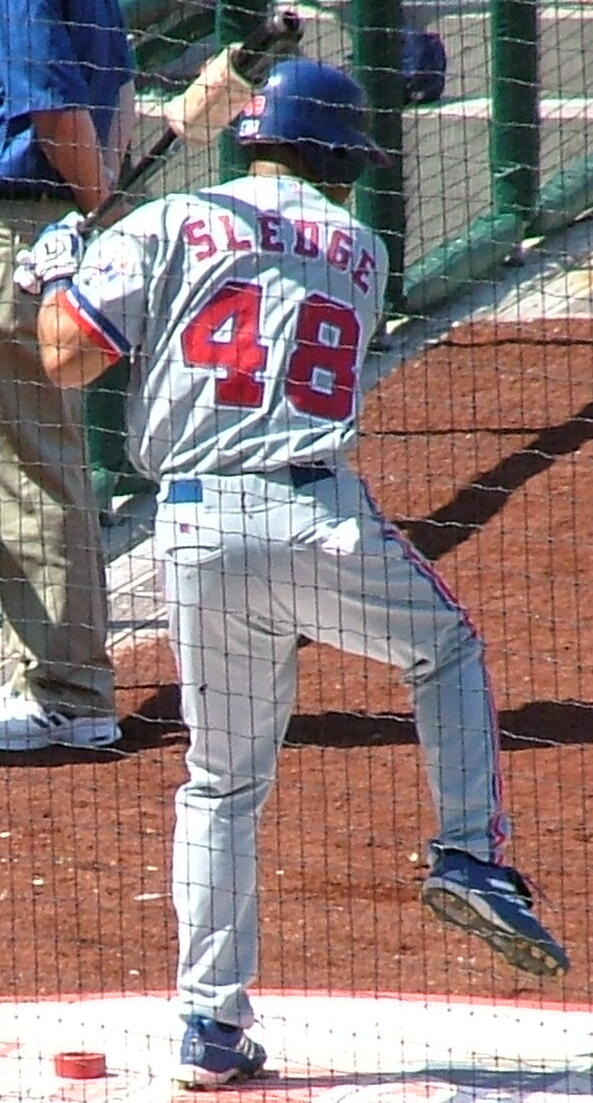
モントリオール・エクスポズ時代
(2004年4月17日)

2000年9月にトレードで、モントリオール・エクスポズへ移籍した。
2004年にエクスポズでメジャーデビューし、主に左翼手として133試合に出場して打率.269、15本塁打、62打点を記録。エクスポズがワシントンD.C.へ移転し、名称をワシントン・ナショナルズと改めた2005年は開幕戦でチーム第1号となる本塁打を放つ（4月4日、対フィラデルフィア・フィリーズ戦の6回表）も、20試合の出場に留まった。

### パドレス時代

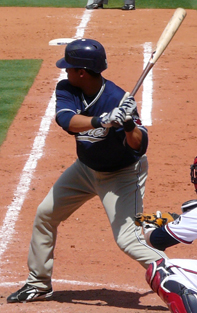
パドレス時代（2007年）

2005年12月8日にアルフォンソ・ソリアーノとの1対3のトレードで、ブラッド・ウィルカーソン、アーマンド・ガララーガと共にテキサス・レンジャーズへ移籍した。2006年1月6日にはビリー・キリアン、アダム・イートン、大塚晶則とのトレードで、エイドリアン・ゴンザレス、クリス・ヤングと共にサンディエゴ・パドレスへ移籍した。
2007年は100試合に出場して打率.210、7本塁打、23打点を記録した。チームメイトには後に埼玉西武ライオンズへ入団するヒラム・ボカチカがおり、ボカチカが右翼手、スレッジが左翼手で先発出場した試合もあった。

### 日本ハム時代

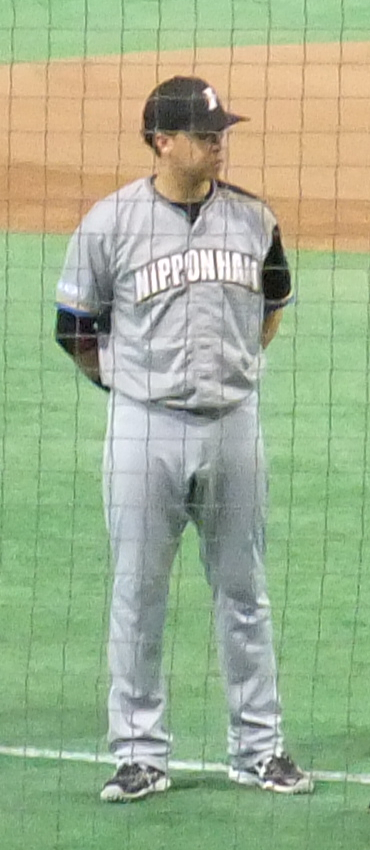
日本ハム時代（2009年）

2007年12月4日、北海道日本ハムファイターズが退団したフェルナンド・セギノールに代わる主砲候補として獲得したことを発表した。背番号は10。
2008年の開幕直後は内野ゴロが多く、出塁も四球によるものが大半でなかなか打率が上がらなかったが、交流戦から徐々に調子を上げて日本の野球に順応していった。パンチ力を生かした鋭い打球を飛ばす打撃が持ち味で、得点圏打率.355（リーグ2位）という勝負強い打撃で大砲不在のチームで貴重な存在となった。4番・5番かつ指名打者での出場が多く、守備では主に左翼手として起用された。打率.289、16本塁打、69打点と一定の成績を残し、年俸1億3,500万円に出来高を加えた条件で再契約に合意した。
2009年は、首脳陣が打席の左右を交互に打順を組む「ジグザグ打線」を採用したことで、5番・指名打者に定着。4番には中距離打者の髙橋信二が座り、「つなぐ4番」として好機を演出しスレッジが返す流れが定着。5月17日のオリックス・バファローズ戦で走塁中に左太もも裏の肉離れを起こし登録を抹消されたが、最終的に計117試合に出場。打率は.266にとどまったが、共にチームトップの27本塁打（リーグ3位）、88打点（リーグ4位）と前年以上の好成績を残し、ポイントゲッターとしてチームのリーグ優勝に大きく貢献した。
同年のクライマックスシリーズ第2ステージでは球団初のCS進出を果たし、第1ステージを2連勝で突破し勢いに乗っていた東北楽天ゴールデンイーグルスを迎え撃った。第1戦で4-8と楽天にリードされた9回裏、1点を返して3点差の1死満塁で打席に立つと、福盛和男から放った打球がレフトスタンドへ吸い込まれる「3点差逆転サヨナラ満塁本塁打」となり、楽天の勢いを断ち切った。なおこの一打は2010年8月9日に2リーグ制移行60周年記念でNPBが現役選手と監督を対象に行った「史上最高の試合」「史上最高の名勝負・名場面」アンケートの「名勝負・名場面」部門で第1位に選ばれている。2勝1敗を王手をかけた第4戦では岩隈久志から3点本塁打を放ち、日本シリーズ進出を決めるなど、このシリーズ4試合で2本塁打10打点の大活躍をみせ、クライマックスシリーズMVPを獲得。
続く日本シリーズで、チームは読売ジャイアンツに敗れたものの、自身は本塁打を放つ意地をみせた。
しかしオフには「現状の1億3,500万円からの年俸アップ」、「複数年契約」を主張するスレッジ側と、将来の大砲として期待を寄せる中田翔を育成するため「半レギュラー状態での起用」、「現状維持の年俸」、「単年契約」を提示する球団側との間に開きがあり、保有権を喪失した12月1日に自由契約となった。日本ハムは自由契約となった後も引き続き交渉を行ったが、両者の主張は平行線を辿ったままであった。

### 横浜時代

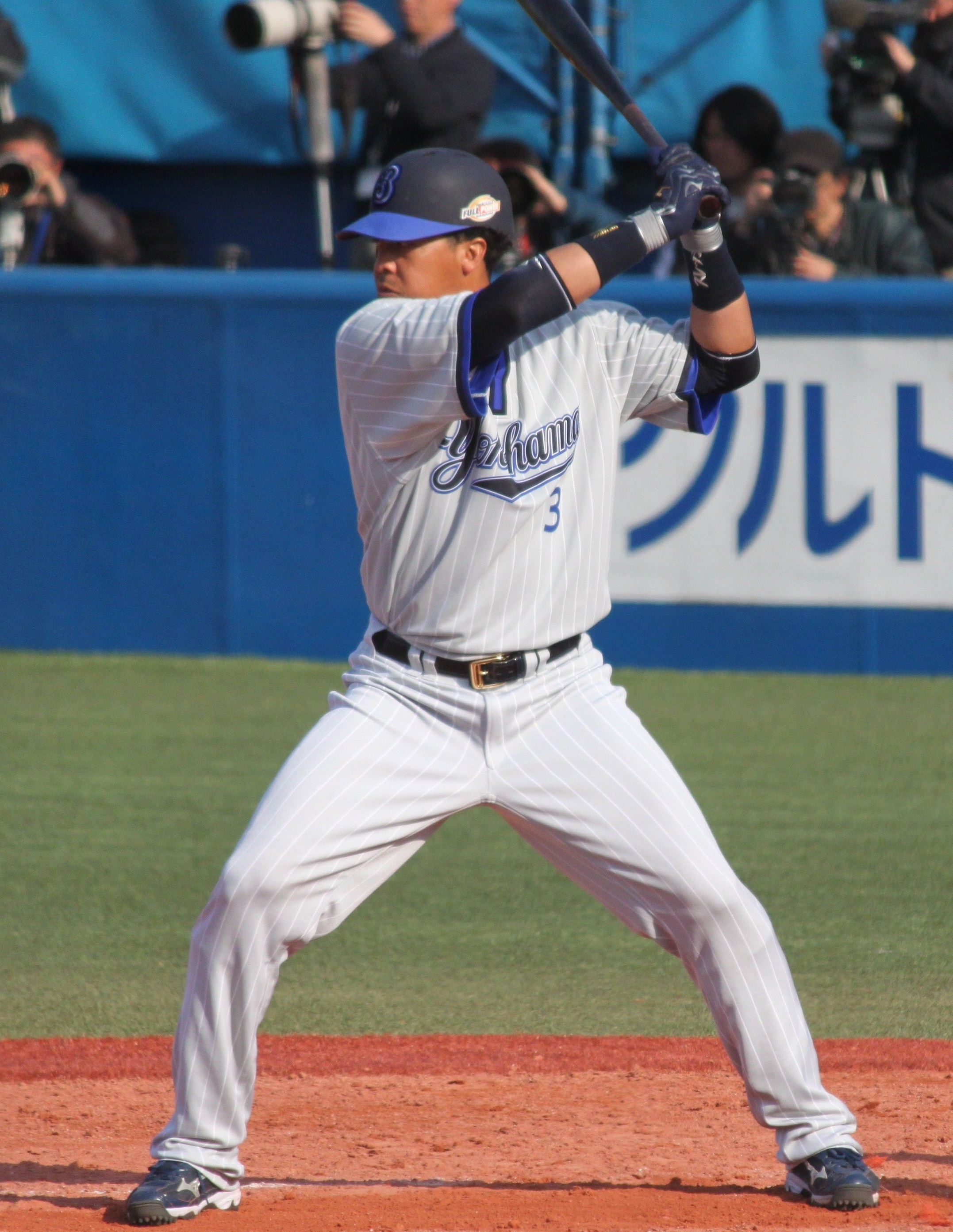
横浜時代 (2010年)

その後、30本塁打前後を期待できる長打力をもつスレッジの獲得を希望する球団は複数現れ、ソフトバンクとの激しい競合の末に横浜ベイスターズが獲得。希望していた増額「1億8,000万円」、「2年契約」の評価を受け、2009年12月17日に入団が決まった。背番号は3。
2010年は、DH制のないセ･リーグにおいて守備は左翼手、打順は4番村田修一の後を打つ5番として定着。交流戦前には夫人の出産に立ち会うため一時帰国し、チームの低迷により9月23日をもって早々と自身のシーズンを終えるなど少ない出場ながらも、自己最多の28本塁打と78打点を記録。シーズン打率は.252で右投手に対し打率.215と不調だったが、左打者にもかかわらず左投手に対しては打率.311と相性が良かった。
2011年は、1試合3本塁打を2度記録するなど固め打ちが多かったが、1ヶ月以上本塁打が出ない時期もあり調子の波が激しいシーズンだった。8月21日に右脚付け根を痛め登録を抹消された。その後9月6日に再昇格したが、痛みが再発して4日後に再び抹消され、そのまま復帰することなくシーズンを終えた。96試合で20本塁打と少ない試合数ながらも長打力を発揮したが、球団がアレックス・ラミレスを獲得したこともあり、12月1日に戦力外通告を受け退団した。

### 日本ハム復帰
2011年12月7日、古巣の日本ハムと契約することが発表され、3シーズンぶりに復帰することになった。背番号は再び10に決まった。日本ハム復帰を受け、「意識の高いチームに戻ることができて良かった」と述べた。
2012年は左翼手に中田、一塁手に稲葉が定着しているためDHでの出場、DH制のないセ・パ交流戦のセ・リーグ主催試合では代打での出場となった。主に7番打者を務め、5月22日のDeNA戦で全球団からの本塁打を達成するなど前半戦はチームに貢献していたが、6月19日に左膝の検査を受けるため帰国した。その後、6月30日に左大腿骨滑車溝に4度（重度）の軟骨損傷と遊離軟骨があると診断され、シーズン中の復帰の目処が立たなくなり、そのままシーズンを終えた。オフの11月5日に球団から戦力外通告を受け、現役を引退した。

### 現役引退後
2015年にシカゴ・カブス傘下のA-級ユージーン・エメラルズ、2016年から3年間はロサンゼルス・ドジャース傘下のAA級タルサ・ドリラーズでそれぞれ打撃コーチを務めた。
2019年からはカブスの打撃コーチ補佐に就任。2シーズン務め、2020年限りでカブスを退団した。 
2023年からはアリゾナ・ダイヤモンドバックス傘下AA級アマリロ・ソッドプードルズの打撃コーチを務めている。

## 選手としての特徴・人物
長打力と勝負強さが武器のパワーヒッター。
元楽天監督の野村克也は、「スレッジは直球のみのバッターで、フォークだけ投げとけば大丈夫」「真っすぐしか打てないバッター」と評価している。

## 詳細情報

### 年度別打撃成績
| 年 度    | 球 団    | 試 合 | 打 席 | 打 数 | 得 点 | 安 打 | 二 塁 打 | 三 塁 打 | 本 塁 打 | 塁 打 | 打 点 | 盗 塁 | 盗 塁 死 | 犠 打 | 犠 飛 | 四 球 | 敬 遠 | 死 球 | 三 振 | 併 殺 打 | 打 率 | 出 塁 率 | 長 打 率 | O P S |
| -------- | -------- | ----- | ----- | ----- | ----- | ----- | -------- | -------- | -------- | ----- | ----- | ----- | -------- | ----- | ----- | ----- | ----- | ----- | ----- | -------- | ----- | -------- | -------- | ----- |
| 2004     | MON WSH  | 133   | 446   | 398   | 45    | 107   | 20       | 6        | 15       | 184   | 62    | 3     | 3        | 6     | 1     | 40    | 4     | 1     | 66    | 2        | .269  | .336     | .462     | .799  |
| 2005     | MON WSH  | 20    | 46    | 37    | 7     | 9     | 0        | 1        | 1        | 14    | 8     | 2     | 1        | 0     | 2     | 7     | 1     | 0     | 8     | 3        | .243  | .348     | .378     | .726  |
| 2006     | SD       | 38    | 78    | 70    | 7     | 16    | 3        | 0        | 2        | 25    | 7     | 0     | 0        | 0     | 0     | 8     | 0     | 0     | 17    | 1        | .229  | .308     | .357     | .665  |
| 2007     | SD       | 100   | 233   | 200   | 22    | 42    | 9        | 0        | 7        | 72    | 23    | 1     | 2        | 1     | 2     | 27    | 2     | 3     | 60    | 7        | .210  | .310     | .360     | .670  |
| 2008     | 日本ハム | 113   | 446   | 395   | 41    | 114   | 21       | 2        | 16       | 187   | 69    | 0     | 1        | 0     | 4     | 44    | 3     | 3     | 88    | 12       | .289  | .361     | .473     | .834  |
| 2009     | 日本ハム | 117   | 487   | 418   | 53    | 111   | 27       | 1        | 27       | 221   | 88    | 1     | 0        | 0     | 5     | 58    | 0     | 6     | 108   | 12       | .266  | .359     | .529     | .888  |
| 2010     | 横浜     | 129   | 533   | 469   | 57    | 118   | 27       | 0        | 28       | 229   | 78    | 0     | 0        | 0     | 0     | 60    | 0     | 4     | 136   | 10       | .252  | .341     | .488     | .829  |
| 2011     | 横浜     | 95    | 373   | 339   | 45    | 88    | 15       | 0        | 20       | 163   | 57    | 0     | 1        | 0     | 4     | 26    | 0     | 4     | 90    | 5        | .260  | .316     | .481     | .797  |
| 2012     | 日本ハム | 47    | 152   | 138   | 12    | 32    | 7        | 1        | 5        | 56    | 23    | 0     | 0        | 0     | 0     | 12    | 0     | 2     | 47    | 2        | .232  | .303     | .406     | .709  |
| MLB：4年 | MLB：4年 | 291   | 803   | 705   | 81    | 174   | 32       | 7        | 25       | 295   | 100   | 6     | 6        | 7     | 5     | 82    | 7     | 4     | 151   | 13       | .247  | .327     | .418     | .745  |
| NPB：5年 | NPB：5年 | 501   | 1991  | 1759  | 208   | 463   | 97       | 4        | 96       | 856   | 315   | 1     | 2        | 0     | 13    | 200   | 3     | 19    | 469   | 41       | .263  | .343     | .487     | .830  |

- MON（モントリオール・エクスポズ）は、2005年にWSH（ワシントン・ナショナルズ）に球団名を変更

### 年度別守備成績
| 年 度 | 球 団    | 一塁（1B） | 一塁（1B） | 一塁（1B） | 一塁（1B） | 一塁（1B） | 一塁（1B） | 中堅（CF） | 中堅（CF） | 中堅（CF） | 中堅（CF） | 中堅（CF） | 中堅（CF） | 左翼（LF） | 左翼（LF） | 左翼（LF） | 左翼（LF） | 左翼（LF） | 左翼（LF） | 右翼（RF） | 右翼（RF） | 右翼（RF） | 右翼（RF） | 右翼（RF） | 右翼（RF） | 外野  | 外野  | 外野  | 外野  | 外野  | 外野     |
| 年 度 | 球 団    | 試 合      | 刺 殺      | 補 殺      | 失 策      | 併 殺      | 守 備 率   | 試 合      | 刺 殺      | 補 殺      | 失 策      | 併 殺      | 守 備 率   | 試 合      | 刺 殺      | 補 殺      | 失 策      | 併 殺      | 守 備 率   | 試 合      | 刺 殺      | 補 殺      | 失 策      | 併 殺      | 守 備 率   | 試 合 | 刺 殺 | 補 殺 | 失 策 | 併 殺 | 守 備 率 |
| ----- | -------- | ---------- | ---------- | ---------- | ---------- | ---------- | ---------- | ---------- | ---------- | ---------- | ---------- | ---------- | ---------- | ---------- | ---------- | ---------- | ---------- | ---------- | ---------- | ---------- | ---------- | ---------- | ---------- | ---------- | ---------- | ----- | ----- | ----- | ----- | ----- | -------- |
| 2004  | MON WSH  | 10         | 63         | 6          | 0          | 3          | 1.000      | 4          | 7          | 0          | 0          | 0          | 1.000      | 79         | 133        | 4          | 3          | 1          | .979       | 43         | 76         | 1          | 0          | 0          | 1.000      | -     | -     | -     | -     | -     | -        |
| 2005  | MON WSH  | -          | -          | -          | -          | -          | -          | -          | -          | -          | -          | -          | -          | 12         | 21         | 1          | 0          | 0          | 1.000      | 1          | 0          | 0          | 0          | 0          | .---       | -     | -     | -     | -     | -     | -        |
| 2006  | SD       | -          | -          | -          | -          | -          | -          | -          | -          | -          | -          | -          | -          | 12         | 23         | 0          | 1          | 0          | .958       | 10         | 9          | 1          | 0          | 0          | 1.000      | -     | -     | -     | -     | -     | -        |
| 2007  | SD       | -          | -          | -          | -          | -          | -          | -          | -          | -          | -          | -          | -          | 54         | 77         | 2          | 1          | 0          | .988       | 6          | 11         | 0          | 0          | 0          | 1.000      | -     | -     | -     | -     | -     | -        |
| 2008  | 日本ハム | 38         | 287        | 19         | 0          | 17         | 1.000      | -          | -          | -          | -          | -          | -          | -          | -          | -          | -          | -          | -          | -          | -          | -          | -          | -          | -          | 23    | 20    | 0     | 0     | 0     | 1.000    |
| 2009  | 日本ハム | 4          | 31         | 3          | 0          | 0          | 1.000      | -          | -          | -          | -          | -          | -          | -          | -          | -          | -          | -          | -          | -          | -          | -          | -          | -          | -          | 59    | 77    | 4     | 2     | 1     | .976     |
| 2010  | 横浜     | -          | -          | -          | -          | -          | -          | -          | -          | -          | -          | -          | -          | -          | -          | -          | -          | -          | -          | -          | -          | -          | -          | -          | -          | 119   | 161   | 4     | 2     | 1     | .988     |
| 2011  | 横浜     | -          | -          | -          | -          | -          | -          | -          | -          | -          | -          | -          | -          | -          | -          | -          | -          | -          | -          | -          | -          | -          | -          | -          | -          | 87    | 140   | 8     | 1     | 2     | .993     |
| MLB   | MLB      | 10         | 63         | 6          | 0          | 3          | 1.000      | 4          | 7          | 0          | 0          | 0          | 1.000      | 157        | 254        | 7          | 5          | 1          | .981       | 60         | 96         | 2          | 0          | 0          | 1.000      | -     | -     | -     | -     | -     | -        |
| NPB   | NPB      | 42         | 318        | 22         | 0          | 17         | 1.000      | -          | -          | -          | -          | -          | -          | -          | -          | -          | -          | -          | -          | -          | -          | -          | -          | -          | -          | 288   | 398   | 16    | 5     | 4     | .988     |

### 表彰
- 「ジョージア魂」賞：1回 （2010年度第8回）
- クライマックスシリーズMVP：1回 （2009年）

### 記録

#### NPB
初記録
- 初出場・初先発出場：2008年3月20日、対千葉ロッテマリーンズ1回戦（札幌ドーム）、4番・一塁手で先発出場
- 初打席：同上、2回裏に小林宏之から投手ゴロ
- 初安打：2008年3月22日、対千葉ロッテマリーンズ2回戦（札幌ドーム）、2回裏に成瀬善久から右翼線二塁打
- 初本塁打・初打点：2008年3月29日、対東北楽天ゴールデンイーグルス1回戦（クリネックススタジアム宮城）、1回表に田中将大から右越2ラン
- 初盗塁：2009年5月16日、対オリックス・バファローズ10回戦（京セラドーム大阪）、6回表に二盗（投手：小松聖、捕手：鈴木郁洋）

その他の記録
- 全球団から本塁打：2012年5月22日、対横浜DeNAベイスターズ1回戦（札幌ドーム）、3回裏に小林太志から右越満塁で達成 ※史上23人目

### 背番号
- 48（2004年）
- 18（2005年）
- 8（2006年 - 2007年）
- 10（2008年 - 2009年、2012年）
- 3（2010年 - 2011年）
- 1（2019年 - 2020年）

### 登場曲
- 『スレッジハンマー』 / ピーター・ガブリエル[15]

### 応援歌
- 横浜時代に使用していた応援歌は、かつて在籍していたデーブ・ドスターの応援歌を流用（メロディのみ。歌詞は新たに作成）したものであるが、この曲はドスターの在籍時には一度も球場で使用されたことがなかった。その後2020年からはタイラー・オースティンに流用されている。
- 2010年の交流戦のみ、横浜時代の応援歌と日本ハム時代の応援歌が交互に演奏されていた（かけ声は横浜時代の「GO!GO! スレッジ」）。